# Philippe Le Forsonney
 (janvier 2020).
Philippe Le Forsonney, né à Rive-de-Gier (France) le 15 février 1917 et mort à Saint-Cloud (France) le 22 février 1969, est un résistant du groupe Combat Zone Nord.

## Famille
- Père directeur commercial des Aciéries d'Unieux.
- Deux sœurs et deux frères
- Un de ses frères, Jacques Le Forsonney, un officier pilote de l'armée de l'air qui passe en Afrique du Nord après l'invasion de la zone libre participe lui aussi à la libération

## Avant-guerre
- Champion scolaire de natation relais 6x50 m.
- École de commerce.
- Séjour linguistique à Berlin (1937).
- Service militaire au 6e régiment de tirailleurs marocains.
- Champion militaire de natation.

## Corps francs de la Sarre
Sergent de réserve en 1939, il est adjoint du groupe franc du 3e bataillon, 6e RTM. Blessé par éclat d'obus pendant un coup de main de nuit, il est amputé de la jambe gauche.

## Résistance
- Employé à l'Union des Industries Métallurgiques et Minières sous les ordres d'Elizabeth Dussauze, il traduit une revue de la presse allemande qui sert à des fins de propagande.
- Dès avril 1941, il est membre du groupe Ricou (Elizabeth Dussauze, Paul Dussauze, Tony Ricou, Marthe Delpirou, Charles Le Gualès de la Villeneuve), dit aussi « groupe Spontini », qui se situe à la charnière du groupe Hauet-Vildé et du réseau Hector d'Alfred Heurteaux.
- Juillet 1941 : quand le groupe Ricou se rallie au capitaine Guédon, Le Forsonney assure la liaison entre Louis Durand, Maurice Jubert et Charles Le Gualès de la Villeneuve d'une part, Tony Ricou et Elizabeth Dussauze d'autre part.
- Philippe participe à la rédaction et à la diffusion de journaux clandestins : Les Petites Ailes de France et Résistance ainsi qu'à la distribution de Veritas, Valmy, Pantagruel et La France continue. Il contribue à la rédaction et à la diffusion d'un tract destiné aux troupes allemandes : Unter Uns.

## Arrestation - Déportation
- 14 février 1942 : arrêté par la Geheime Feldpolizei, il est  mis au secret à la prison de La Santé.
- 18 jours plus tard, il est interrogé à l'hôtel Cayré.
- 10 juillet 1942 : en vertu du décret Nacht und Nebel, il est déporté à la prison de Sarrebruck, dans une cellule d'isolement, comme ses camarades.
- 13 octobre 1943 : il est condamné à 10 ans de travaux forcés par le 2e sénat du Volksgerichtshof.
- 8 novembre 1943 : transfert au bagne de Sonnenburg (Prusse Orientale)
- 14 mars 1944 :  transfert à la prison de Wolfenbuttel (Saxe).
- 10 avril 1945 : devant l'avance de l'US Army, les détenus sont envoyés à la prison de Magdeburg.
- 13 avril 1945 : relâché, avec un groupe d'éclopés qui errent entre les lignes américaines et soviétiques.
- 1er mai 1945 : la poche allemande de la rive orientale de l'Elbe est conquise par l'armée rouge
- 22 mai 1945 : ayant rejoint une colonne de prisonniers de guerre français, il franchit enfin l'Elbe, avec Emile Duval.

## Après-guerre
- Ministère des prisonniers et déportés.
- Commissariat au Tourisme.
- Etablissements Jacob Holtzer.

## Distinctions
- Officier au titre des Forces françaises combattantes,
- Croix de guerre 1939-1945
- Médaille militaire
- Chevalier de la Légion d'honneur à titre militaire et comme sous-officier
- Médaille de la Résistance
- Croix du combattant volontaire de la Résistance.

## Sources
- Archives Nationales
- Service Historique de la Défense
- Musée de la Résistance et de la Déportation de Besançon